# EE Times
EE Times ist eine amerikanische Online-Publikation für die Elektronik- und Mikroelektronikindustrie.
Die EE Times wurde 1972 als wöchentlich erscheinende Fachzeitschrift für Elektronik-OEMs gegründet von Gerard Leeds vom Verlag CMP Publications Inc. Im Jahr 1996 änderte der Verlag seinen Namen in CMP Media Inc. und ging 1997 an die Börse. Mit dem Verkauf von CPM ging die EE Times 1999 über an United News & Media, die spätere UBM plc.
Ende 2012 wurde die Print-Ausgabe der EE Times eingestellt, bevor im November 2018 das Print-Magazin „EE Times Europe“ für den europäischen Markt erschien. Seitdem werden durch den europäischen Ableger von AspenCore (AspenCore Media GmbH) acht Ausgaben pro Jahr veröffentlicht.
Seit 2016 erscheint die EE Times beim zu Arrow Electronics gehörenden Verlag AspenCore.